# 阿根廷，1985
是2022年上映的一部阿根廷历史劇情片，由桑迪亚哥·米特雷执导，米雷特与马里亚诺·利纳斯编剧，演员阵容包括里卡杜·达林、彼得·兰扎尼、亚历杭德拉·弗莱希纳和诺曼·布里斯基。影片真实还原了1985年阿根廷军政府审判的全过程。
电影入选第79屆威尼斯影展主竞赛单元，2022年9月3日举行首映礼，最终获得國際影評人協會大奖。而作为一部由阿根廷、英国及美国三国合拍的电影，电影代表阿根廷参与第37届戈雅奖最佳伊比利亚美洲电影的角逐。此外，电影还获得第95届奥斯卡金像奖最佳国际影片奖提名，入选美国国家评论协会的年度五佳外语片，拿下第80届金球奖的最佳外語片。

## 剧情
1985年，阿根廷军政府倒台第二年，阿根廷逐渐走向民主化。彼时军政府被控危害人类罪，但军事法庭拒绝审理案件，转由民事法庭接手，政府派公诉人胡里奥·塞萨尔·斯特拉塞拉处理案件。就在军政府决意派出经验老到的律师团体应诉的时候，斯特拉塞拉组建起诉团队的工作陷入困难，立场趋向保守的法律界不愿接手。后来政府委派路易斯·莫雷诺·奥坎波担任副检察官，斯特拉塞拉前去见面，结果发现奥坎坡的家人与军方关系密切，是军方的坚定追随者，于是开始抗拒奥坎坡的协助。与此同时，斯特拉塞拉接连收到死亡威胁，政府不得不给他一家安排保护。考虑到资深律师纷纷担心接手这桩颇具争议的案件会影响个人声誉，斯特拉塞拉最终接受了奥坎波的帮助，奥坎坡利用教授身份在大学内寻找初出茅庐的法学毕业生和新人律师。
经过一番波折，斯特拉塞拉与奥坎波终于组建了一支年轻的律师团队，其中不少人在政府部门工作，可以利用职务之便搜集起诉材料。由于军政府在阿根廷全国各地犯下滔天暴行，斯特拉塞拉一行人拿出地图，标记各地的军政府监狱，计划前往当地采访受害者，从他们的口中拿到证词。然而一行人经常被不明身份的人士跟踪，安全受到极大的威胁。另一方面，奥坎波的家人转变立场，全力支持奥坎波审判军政府。开庭第一天，法庭就受到炸弹威胁，斯特拉塞拉认为这是军政府的支持者使诈，目的是要推迟审判。他说服法官顶住压力，如期进行审判。审判过程由摄影机全程录像，部分画面在全世界转播。受害人纷纷讲出自己或家人被军政府残酷虐待的经历。阿根廷总统劳尔·阿方辛召见斯特拉塞拉，说他在密切关注着法庭的情况的时候，内心也被证人的经历深深打动。后来检察总长出面和斯特拉塞拉交涉，希望斯特拉塞拉能对空军手下留情。斯特拉塞拉非常生气，直接在法庭上对着空军的几位将军做出粗俗的手势，说要以这种藐视法庭的行为被赶出法庭。
在写结案陈词的时候，斯特拉塞拉认为这个案件不仅要由法庭上的法庭来审判，还应该让阿根廷人民和全世界来判决。在家人的帮助下，斯特拉塞拉写出一份颇具气势的结案陈词：“我希望在起诉的末尾声明放弃原创权利，而改用一个不是我自己说的词，而这个词是属于全体阿根廷人民的。法官阁下，¡Nunca más!（再也不会有了！）”。庭审结束后，法官进行闭门审议。斯特拉塞拉的儿子在餐厅里监视法官的一举一动，发现他们似乎达成了某种协议，后来证明这份协议是说法官同意起诉军政府的罪行。突然，斯特拉塞拉收到一位朋友病危的噩耗，连忙赶到医院见面。朋友催促他快点拿到最终的审判结果，不然自己就死掉，再也不能告诉大家了。斯特拉塞拉骗他将军们都被判终身监禁，包括空军在内。最终法庭判处陆军上将豪尔赫·拉斐尔·魏地拉和海军上将埃米利奥·马塞拉终身监禁，罗伯托·爱德华多·比奥拉17年监禁，海军上将阿曼多·兰布鲁斯基尼8年监禁，陆军上将奥兰多·奥古斯蒂4年半监禁。影片末尾出现了斯特拉塞拉团队的照片，以及审判的一些录像画面。

## 阵容
- 里卡杜·达林 饰 胡里奥·塞萨尔·斯特拉塞拉（英语：Julio César Strassera）
- 彼得·兰扎尼（英语：Juan Pedro Lanzani） 饰 路易斯·莫雷诺·奥坎波（英语：Luis Moreno Ocampo）
- 亚历杭德拉·弗莱希纳（Alejandra Flechner）饰 西尔维娅·斯特拉塞拉（Silvia Strassera，影射斯特拉塞拉的妻子玛丽莎）
- 克劳迪奥·达帕萨诺（Claudio Da Passano）饰 卡洛斯·“索米”·索米利亚纳（Carlos "Somi" Somigliana）
- 桑迪亚哥·阿马斯埃斯·特瓦雷纳（Santiago Armas Estevarena）饰 哈维尔·斯特拉塞拉（Javier Strassera，影射斯特拉塞拉的儿子朱利安）
- 吉娜·马斯特罗尼科拉（Gina Mastronicola）饰 维罗妮卡·斯特拉塞拉（Verónica Strassera）
- 诺曼·布里斯基（英语：Norman Briski） 饰 俄国人
- 赫克托·迪亚兹（Héctor Díaz）饰 巴塞乐（Basile）
- 卡洛斯·波塔卢皮（Carlos Portaluppi）饰 莱昂·卡洛斯·阿尔斯兰尼安（英语：León Carlos Arslanian）
- 劳拉·普莱德斯（Laura Paredes）饰 阿德里亚娜·卡尔沃（英语：Adriana Calvo）
- 吉列尔莫·雅库博维奇（Guillermo Jacubowicz）饰 奥尔米加（Ormigga）
- 苏珊娜·潘平（Susana Pampín）饰 玛格达（Magda）
- 阿莱霍·加西亚·平托斯（英语：Alejo García Pintos） 饰 法官
- 曼努埃尔·卡波尼（Manuel Caponi）饰 卢卡斯·帕拉西奥斯（Lucas Palacios）[17]
- 阿尔穆德纳·冈萨雷斯（Almudena González）饰 朱迪思·库尼格（Judith König）[18]
- 马塞洛·波齐（Marcelo Pozzi）饰 豪尔赫·拉斐尔·魏地拉[19]
- 乔治·格雷戈里（Jorge Gregorio）饰 奥兰多·拉蒙·奥古斯特（英语：Orlando Ramón Agosti）[19]
- 何塞罗·贝拉（Joselo Bella）饰 埃米利奥·爱德华多·马塞拉（英语：Emilio Eduardo Massera）[19]
- 塞尔吉奥·桑切斯（Sergio Sanchez）饰 豪尔赫·艾萨克·阿纳亚（英语：Jorge Anaya）[19]
- 马塞洛·洛佩斯（Marcelo López）饰 巴西利奥·拉米·多佐（英语：Basilio Lami Dozo）[19]
- 卡洛斯·伊勒（Carlos Ihler）饰 莱奥波尔多·加尔铁里[19]
- 赫克托·巴尔科内（Héctor Balcone）饰 罗伯托·爱德华多·比奥拉[19]

## 发行
电影入选第79屆威尼斯影展主竞赛单元，2022年9月3日举行首映礼，2022年9月29日在阿根廷上映。亞馬遜工作室于2022年9月30日在美国部分影院发行电影，其后电影于2022年10月21日上线Amazon Prime Video。

## 迴响

### 专业评价
汇总媒体烂番茄根据63条评论打出97%的新鲜度，平均得分8/10。网站共识写道：“正义在《阿根廷，1985》中得到伸张，这是一部讨伐式的法庭剧情片，以令人耳目一新、变化无常的剧情，照亮了历史上阴暗的时代”。Metacritic根据11条评论打出78/100的平均分，表示“普遍好评”。

### 票房表现
影片于2022年9月29日在阿根廷剧院上映，开画首周末位列票房榜榜首，有20万人在298家电影院观看，成为2019冠状病毒病疫情以来票房最好的国产电影。到次周仍位居榜首位置，再有21.1万人在314家电影院观看。截至2022年11月，影片在阿根廷售出100万张票，票房共计5.92亿比索（约合320万美元）。电影也是2022年观看人数最多的阿根廷电影，也是全年阿根廷观看人数第九多的电影。

## 奖项
| 大奖                      | 颁奖日期       | 奖项                         | 获得者 | 结果 | 参考          |
| ------------------------- | -------------- | ---------------------------- | --- | ---- | ------------- |
| 威尼斯电影节              | 2022年9月10日  | 金獅獎                       | 桑迪亚哥·米特雷 | 提名 | [ 1 ]         |
| 威尼斯电影节              | 2022年9月10日  | 國際影評人協會奖             | 桑迪亚哥·米特雷 | 獲獎 | [ 11 ]        |
| 威尼斯电影节              | 2022年9月10日  | SIGNIS特别奖                 | 桑迪亚哥·米特雷 | 獲獎 | [ 11 ]        |
| 聖塞瓦斯蒂安國際電影節    | 2022年9月24日  | 人民选择奖                   | 《阿根廷，1985》 | 獲獎 | [ 33 ]        |
| 倫敦影展                  | 2022年10月16日 | 最佳电影                     | 《阿根廷，1985》 | 提名 | [ 34 ] [ 35 ] |
| 國家評論協會奖            | 2022年12月8日  | 年度五佳外语片               | 《阿根廷，1985》 | 獲獎 | [ 15 ]        |
| 國家評論協會奖            | 2022年12月8日  | 言论自由奖                   | 《阿根廷，1985》 | 獲獎 | [ 15 ]        |
| 福克奖                    | 2022年12月17日 | 最佳拉美电影                 | 《阿根廷，1985》 | 獲獎 | [ 36 ]        |
| 达拉斯—沃斯堡影评人协会奖 | 2022年12月19日 | 最佳外语片                   | 《阿根廷，1985》 | 季军 | [ 37 ]        |
| 旧金山影评人协会奖        | 2023年1月9日   | 最佳外语片                   | 《阿根廷，1985》 | 提名 | [ 38 ]        |
| 金球獎                    | 2023年1月10日  | 最佳外語片                   | 《阿根廷，1985》 | 獲獎 | [ 39 ]        |
| 乔治亚影评人协会奖        | 2023年1月13日  | 最佳国际电影                 | 《阿根廷，1985》 | 提名 | [ 40 ]        |
| 评论家选择电影奖          | 2023年1月15日  | 最佳外語片                   | 《阿根廷，1985》 | 提名 | [ 41 ]        |
| 哥雅獎                    | 2023年2月11日  | 最佳伊比利亚美洲电影         | 《阿根廷，1985》 | 獲獎 | [ 42 ]        |
| 休斯顿影评人协会奖        | 2023年2月18日  | 最佳外语片                   | 《阿根廷，1985》 | 提名 | [ 43 ]        |
| 英国电影学院奖            | 2023年2月19日  | 最佳外語片                   | 桑迪亚哥·米特雷 | 提名 | [ 44 ]        |
| 好萊塢影評人協會奖        | 2023年2月24日  | 最佳国际电影                 | 《阿根廷，1985》 | 待定 | [ 45 ]        |
| 金卷轴奖                  | 2023年2月26日  | 金卷轴奖杰出外语片音效剪辑奖 | 桑迪亚哥·富马加利、胡安·伊格纳西奥·焦奥比奥、纳韦尔·德卡米利斯、伊格纳西奥·塞利格拉、尼古拉斯·曼纳拉、迭戈·马尔科内、斯蒂芬·戴维斯 | 待定 | [ 46 ]        |
| 卫星奖                    | 2023年3月3日   | 最佳国际电影                 | 《阿根廷，1985》 | 待定 | [ 47 ]        |
| 奧斯卡金像獎              | 2023年3月12日  | 最佳国际影片                 | 《阿根廷，1985》 | 提名 | [ 12 ]        |